# Ciudad del terror
Ciudad del terror (en inglés: City of Fear, en alemán: Scharfe Küsse für Mike Forster) es una película de suspenso y  espías de 1965 dirigida por Peter Bezencenet y protagonizada por Paul Maxwell, Terry Moore y Marisa Mell. Fue una coproducción entre el Reino Unido y Alemania Occidental. El rodaje tuvo lugar en Austria, donde se desarrolla parcialmente la película.

## Argumento
El periodista estadounidense Mike Forster ve su vida dar un giro abrupto un día cuando tiene que volcarse hacia el conflicto Este-Oeste. Esperando en el aeropuerto de Viena su avión que le llevará a Budapest, detrás del Telón de Acero, un extraño llamado Ferenc se acerca a él y le dice que su hermana vive en la Hungría comunista y que el hijo de ella, enfermo gravemente, necesita urgentemente un suero que no se puede conseguir en Hungría. Ferenc le pide a Mike que se lleve un paquete que supuestamente contiene el medicamento curativo y se lo entregue a la enfermera presente, ya que el propio Ferenc no puede asumir este trabajo porque estaría en peligro como exiliado en su antigua patria.
Armado con su nombre y un número de teléfono en una hoja de papel, Mike vuela a la capital húngara, pero nada más al llegar a Budapest, lo primero que Mike pierde es el papel con la dirección. Ya que supone que la medicación necesaria es una cuestión de vida o muerte, a Mike se le ocurre lanzar un llamamiento en la radio estatal húngara. Un poco más tarde, una mujer llamada Ilona Kovács se pone en contacto con él y visita a Mike en su hotel. La primera conversación va de manera extraña y Mike sospecha que toda la historia es sospechosa. Se pregunta qué podría haber realmente en el paquete que se llevó y lo abre. El periodista se sorprende al encontrar dos pasaportes estadounidenses expedidos a Ilona y a su padre, el Dr. Paul Kovác, un renombrado físico nuclear que quiere trasladarse a Occidente. Pronto el otro lado comienza a enterarse de la acción y Mike se encuentra atrapado en el medio, pero Mike pronto encuentra a una aliada en su descarada compatriota Suzan, quien le brinda apoyo y, en ocasiones, ayuda a Mike a salir de situaciones peligrosas. Al final, el supuestamente servicial Ferenc resulta ser un agente comunista y solo estaba detrás de los documentos científicos del Dr. Kovács. Para ello quería atraerlos a él y a su hija desde el Este y utilizarlos para sus propios fines.

## Reparto
- Paul Maxwell como Mike Foster.
- Terry Moore como Suzan.
- Marisa Mell como Ilona.
- Albert Lieven como Dr. Paul Kovac.
- Pinkas Braun como Ferenc.
- Helga Lehner como Eva.
- Zsuzsa Bánki como Magda.
- Brigitte Heiberg como Zsu Zsu.
- Maria Rohm como Criada.
- Mária Takács como Marika.